# Marmosa andersoni
La marmosa de Anderson (Marmosa andersoni) es una especie de marsupial didelfimorfo de la familia Didelphidae endémica del Perú.

## Distribución y hábitat
Se halla únicamente en el centro de la mitad meridional del Perú, en los bosques de las montañas de los Andes. Su hábitat está siendo destruido por la tala de árboles.

## Características
El cuerpo mide como máximo 20 cm de longitud, tiene una cola prensil de hasta 24 cm de larga. Los machos pesan en promedio 64 g y las hembras 35 g. El pelambre es fino y aterciopelado, de color marrón con visos rojizos en la parte superior y amarillo canoso en la inferior y además, un contorno negruzco alrededor de los ojos.

## Dieta
Es nocturno y arborícola. Come invertebrados, vertebrados pequeños, huevos y frutos.